# Just for a Day
Just for a Day — это дебютный студийный альбом английской группы Slowdive. Он был выпущен 2 сентября 1991 года на Creation Records. 

## Запись
Альбом Just for a Day был записан на студии Courtyard Studios, ранее известной как Georgetown Studios, в Абингдоне, в долине Темзы.

## Релиз
Just for a Day был выпущен 2 сентября 1991 года лейблом Creation Records. Он занял 32-е место в UK Albums Chart. Перед выпуском альбома EP Holding Our Breath, в котором в качестве заглавной песни использовалась песня Just for a Day «Catch the Breeze», был выпущен на компакт-диске и 12-дюймовом виниле 3 июня 1991 года вместе с его 7-дюймовым виниловым эквивалентом, синглом «Catch the Breeze». В Соединенных Штатах Just for a Day был выпущен SBK Records в 1992 году.
14 ноября 2005 обновленное издание Just for a Day было выпущено дочерним лейблом Sanctuary Records Castle Music, дополненным дополнительным диском, содержащим треки с первых трёх EP группы: Slowdive, Morningrise и Hold Our Breath. Ещё одно обновленное издание с тем же бонусным материалом было выпущено Cherry Red Records 16 августа 2010 года.

## Список композиций
Все тексты написаны Нилом Халстедом.
| №  | Название                              | Длительность |
| -- | ------------------------------------- | ------------ |
| 1. | «Spanish Air»                         | 6.02         |
| 2. | «Celia's Dream»                       | 4.09         |
| 3. | «Catch The Breeze» (Выпущена синглом) | 4.19         |
| 4. | «Ballad of Sister Sue»                | 4.31         |
| 5. | «Erik's Song»                         | 4.25         |
| 6. | «Waves»                               | 5.51         |
| 7. | «Brighter»                            | 3.49         |
| 8. | «The Sadman»                          | 4.45         |
| 9. | «Primal»                              | 5.31         |